# Sigeri II di Enghien
Sigeri II di Enghien, o Sohier, (1324 – 21 marzo 1364) fu nobile del Brabante, signore di Enghien, di Ramerupt e Lembeek, conte di Brienne (1360), di Lecce e di Conversano, duca titolare di Atene (1360), connestabile di Francia.

## Biografia
Era il terzo figlio di Gualtieri III d'Enghien e della contessa Isabella di Brienne, erede di suo fratello Gualtieri VI di Brienne. Alla morte del padre, nel dicembre 1345, divenne signore di Enghien, Ramerupt e Lembeek e, nel 1360, alla morte della madre, ereditò i titoli di conte di Brienne, di Liches, di Conservano e duca titolare di Atene. Dopo la morte dello zio Gualtieri VI de Brienne, divenne connestabile di Francia.
Nel 1361 estese i suoi possedimenti acquistando la terra di Bassilly da Marie de Braine(-le-Comte). Ebbe numerosi conflitti con il conte di Fiandre-Hainaut e fu catturato a Baisieux. Tenuto prigioniero a Quesnoy, finì per essere giustiziato mediante decapitazione per rappresaglia su ordine del duca di Baviera, conte d'Olanda e Hainaut Alberto I.

### Il suo assassinio, uncasus belli
Nel 1348, in qualità di plenipotenziario del conte di Fiandra, Luigi di Male, Sigeri II trattò con gli inglesi. Le sue posizioni, troppo favorevoli a Edoardo III, scontentano Luigi di Male, anche se doveva essere il suo ambasciatore. Nel 1350 si diffuse la voce che Sigeri avesse ordito un complotto per far uccidere il conte e la contessa di Fiandra. Edoardo III, in un parere pronunciato a Westminster l'8 maggio 1351, lo scagionò da ogni sospetto. Anche il re d'Inghilterra intervenne per calmare la situazione. Inviò una lettera al suo caro cugino Luigi di Male. All'epoca, Edoardo III stava rivendicando l'Hainaut. Il conte di Hainaut, Alberto I di Baviera, aveva molti problemi a stabilire la sua autorità nell'Hainaut e si era reso colpevole di molti abusi nei confronti dei suoi vassalli, così decise di rapire Sigeri II d'Enghien di notte, poiché era troppo vicino alle posizioni del re d'Inghilterra. Fu portato a Le Quesnoy e decapitato il 21 marzo 1364.
Alcuni nobili dell'Hainaut si allearono con il conte di Fiandra, che rispose alla richiesta dei fratelli di Sigeri d'Enghien di vendicare nel sangue il suo assassinio, scatenando una guerra nell'Hainaut (1365). Il 26 luglio 1365, Alberto di Hainaut chiese ai suoi luogotenenti più fedeli di tenersi pronti alla battaglia. Il suo esercito fu sconfitto tra Enghien e Hoves. Le truppe fiamminghe di Luigi di Male attraversarono l'Hainaut. Soignies fu bruciata in questo periodo.
Quattro signori erano sospettati di essere i mandanti della morte di Sigeri II d'Enghien; essi sono menzionati nel lodo arbitrale del 1366: "i quattro cavalieri sospettati della morte del signore di Enghien, cioè: Giovanni, sire di Werchin, siniscalco dell'Hainaut; Baudry, sire di Roisin; Gerardo, sire di Ville, e Gilles d'Escaussines, sire di Reusne, si espungeranno con giuramento alla presenza del duca Alberto di Baviera, dei duchi e delle duchesse di Brabante e di qualsiasi altra persona desiderino; in caso di rifiuto, la persona o le persone che non hanno prestato giuramento saranno escluse dalla pace".
Questa guerra civile, che infuriava nell'Hainaut dal 1365, si concluse nel 1376 quando Alberto di Baviera fu costretto a celebrare una messa nella chiesa di Le Quesnoy per il riposo dell'anima del sire giustiziato e a fornire un risarcimento finanziario ai suoi orfani.

## Matrimonio e figli
Sposò Giovanna di Condé, detta Morialmé, figlia di Roberto di Condé e Isabella di Hénin. Essi ebbero:
- Guatieri IV d'Enghien (1360 - 18 luglio 1381), signore d'Enghien, conte di Brienne e di Conversano. Firmò le carte di Cortenbergh nel 1372.

Ebbe anche un'amante, Elisabetta van Lière, con la quale ebbe:
- Colart d'Enghien (1346-1398);
- Gualtieri d'Enghien;
- Jean d'Enghien († 3 dicembre 1393);
- Gerardo d'Enghien († 18 luglio 1381).

## Armi e blasone
Le loro armi sono blasonate come segue: Gironné de sable et d'argent de dix pièces, chaque giron de sable chargé de trois croix recroisettées au pied fiché d'or.
Il grido di battaglia della stirpe di Enghien era Enghien au seigneur.